# Ronde van Lombardije 1958
De Ronde van Lombardije 1958 was de 52e editie van deze eendaagse Italiaanse wielerwedstrijd, en werd verreden op zondag 19 oktober 1958. Het parcours leidde van Milaan naar Milaan en ging over een afstand van 243 kilometer. De wedstrijd werd gewonnen door de Italiaan Nino Defilippis.

## Uitslag
| Ronde van Lombardije 1958 |                       |                     |          |
| Plaats                    | Naam                  | Ploeg               | Tijd     |
| Winnaar                   | Nino Defilippis       | Carpano             | 6u07'12" |
| 2                         | Miguel Poblet         | Ignis-Doniselli     | z.t.     |
| 3                         | Michel Van Aerde      | Carpano             | 0' 07"   |
| 4                         | Jozef Schils          | Faema               | z.t.     |
| 5                         | Giuseppe Calvi        | Ghigi-Coppi         | z.t.     |
| 6                         | Pino Cerami           | Elvé-Peugeot-Marvan | z.t      |
| 7                         | Tranquillo Scudellaro | Torpado             | z.t.     |
| 8                         | Ercole Baldini        | Legnano             | z.t.     |
| 9                         | Armando Pellegrin     | Faema               | z.t.     |
| 10                        | Angelo Conterno       | Carpano             | z.t.     |

1905 · 1906 · 1907 · 1908 · 1909 · 1910 · 1911 · 1912 · 1913 · 1914 · 1915 · 1916 · 1917 · 1918 · 1919 · 1920 · 1921 · 1922 · 1923 · 1924 · 1925 · 1926 · 1927 · 1928 · 1929 · 1930 · 1931 · 1932 · 1933 · 1934 · 1935 · 1936 · 1937 · 1938 · 1939 · 1940 · 1941 · 1942 · 1943 · 1944 · 1945 · 1946 · 1947 · 1948 · 1949 · 1950 · 1951 · 1952 · 1953 · 1954 · 1955 · 1956 · 1957 · 1958 · 1959 · 1960 · 1961 · 1962 · 1963 · 1964 · 1965 · 1966 · 1967 · 1968 · 1969 · 1970 · 1971 · 1972 · 1973 · 1974 · 1975 · 1976 · 1977 · 1978 · 1979 · 1980 · 1981 · 1982 · 1983 · 1984 · 1985 · 1986 · 1987 · 1988 · 1989 · 1990 · 1991 · 1992 · 1993 · 1994 · 1995 · 1996 · 1997 · 1998 · 1999 · 2000 · 2001 · 2002 · 2003 · 2004 · 2005 · 2006 · 2007 · 2008 · 2009 · 2010 · 2011 · 2012 · 2013 · 2014 · 2015 · 2016 · 2017 · 2018 · 2019 · 2020 · 2021 · 2022 · 2023 · 2024 · 2025